# 앨리스 기어 아이기스
앨리스 기어 아이기스(일본어: アリス・ギア・アイギス, Alice Gear Aegis)는 피라미드가 개발하고 콜로플이 배급한 일본의 모바일 게임이다. 처음에 2018년 1월 출시되었다. 이 게임은 2021년 9월 노마드의 오리지널 비디오 애니메이션(OVA) 각색이 이루어졌다. 이 모바일 게임의 콘솔판인 앨리스 기어 아이기스 CS(Alice Gear Aegis CS: Concerto of Simulatrix)가 메지스에 의해 닌텐도 스위치, 플레이스테이션 4, 플레이스테이션 5용으로 2022년 9월 일본에서 출시되었으며 이후 전 세계적으로는 2023년 3월에 출시되었다. 일본의 애니메이션 텔레비전 시리즈 각색판 또한 노마드가 맡았으며 2023년 4월 초연되었다.

## 같이 보기
- 무장신희